# Anopinella razowskii
Anopinella razowskii là một loài bướm đêm thuộc họ Tortricidae. Loài này có ở Brasil.
Chiều dài cánh trước là 6.6-8.1 mm.